# Anastassija Schabotowa
Anastassija Serhijiwna Schabotowa (ukrainisch Анастасія Сергіївна Шаботова, russisch Анастасия Сергеевна Шаботова; * 17. Januar 2006 in Moskau) ist eine russisch-ukrainische Eiskunstläuferin.

## Sportliche Karriere
Anastassija Schabotowa begann 2009 mit dem Eiskunstlauf. In Russland hatte sie jedoch wenig Erfolg und belegte 2019 den 14. Platz bei den nationalen Juniorenmeisterschaften. Am 21. Januar 2019 warf die damals 13-jährige Schabotowa in einem Instagram-Livestream unter anderem der Olympiasiegerin von 2019 Alina Sagitowa Doping vor. Später entschuldigte sie sich für ihre Aussage in einem Video.
Es folgte ein Wechsel zum ukrainischen Verband. Am 29. Mai 2019 wurde ihr Wunsch, für das Herkunftsland ihrer Mutter zu starten, bewilligt. Während des Sommers trainierte Schabotowa in den Vereinigten Staaten bei Rafael Harutjunjan. In Moskau trainierte sie weiterhin unter Irina Strahova. Im Oktober 2019 gewann sie beim Ice Star in Minsk die Goldmedaille bei den Juniorinnen. Es folgte Silber beim Volvo Open Cup in Riga. Zwischen 2020 und 2022 wurde sie ukrainische Meisterin. Im Oktober 2020 zeigte Schabotowa bei der Budapest Trophy als zwölfte Frau und als erste Ukrainerin auf internationaler Ebene einen dreifachen Axel. 2021 gab sie ihr internationales Debüt im Seniorinnenbereich bei der Nebelhorn Trophy. Mit einem fünften Platz sicherte sie dem ukrainischen Verband und damit auch sich selbst einen Startplatz für die Olympischen Winterspiele 2022. Im Einzel belegte sie den 30. Rang und im Teamwettbewerb wurde sie mit dem ukrainischen Team Zehnte. Dies entsprach jeweils dem letzten Platz im entsprechenden Wettbewerb.
Im März 2022 wurde sie vom Ministerium für Jugend und Sport der Ukraine nach pro-russischen Äußerungen bezüglich des russischen Überfalls auf die Ukraine ausgeschlossen.